# Liste des cours d'eau de la Gironde

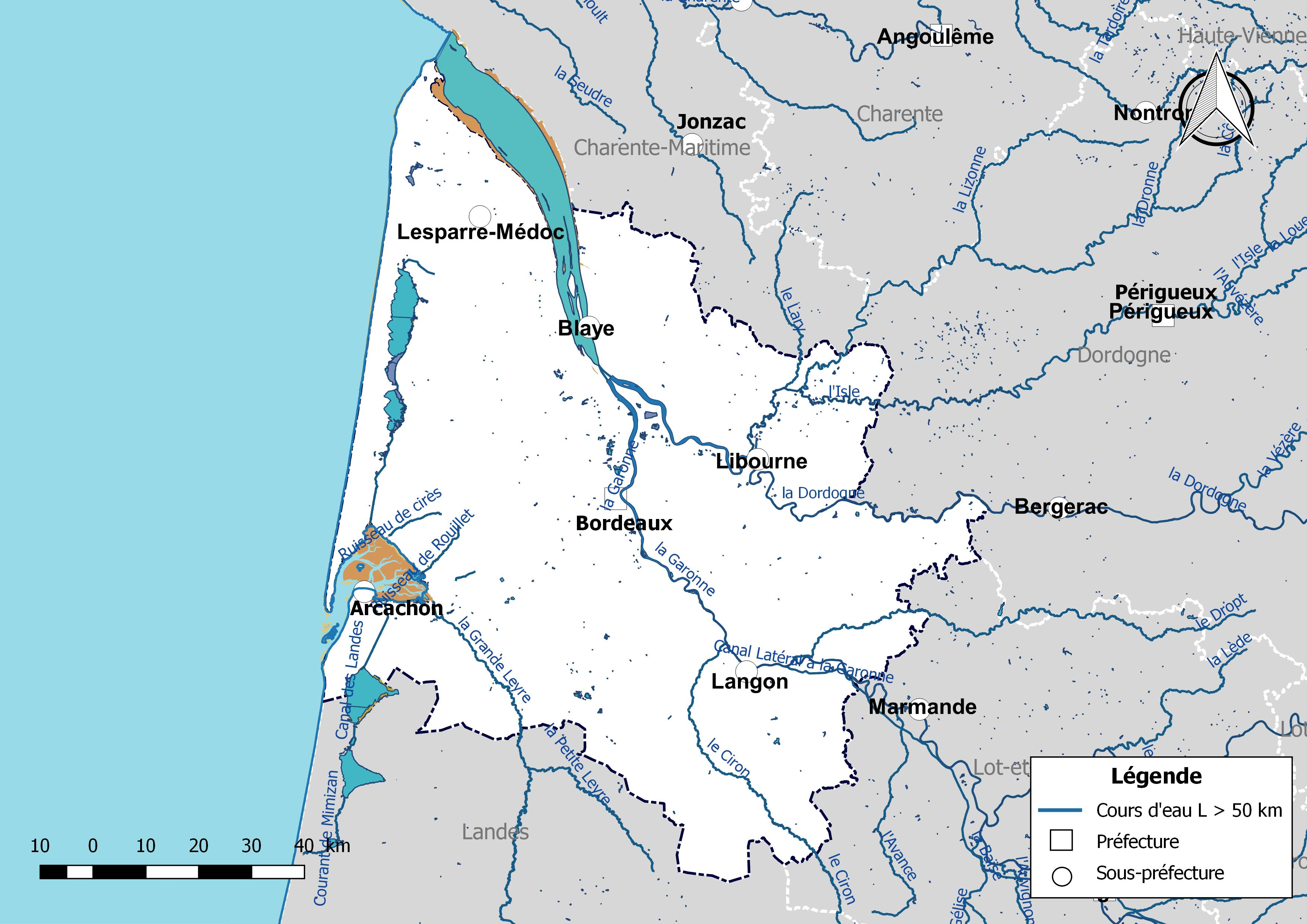
Carte des cours d'eau de longueur supérieure à 50 km de la Gironde.

La liste des cours d'eau de la Gironde présente les principaux cours d'eau traversant pour tout ou partie le territoire du département français de la Gironde dans la région Nouvelle-Aquitaine. Plus de 3 400 cours d'eau sont recensés en 2014 dans le référentiel national BD Carthage sur le territoire départemental, dont 107 cours d'eau naturels de longueur supérieure à 10 km ainsi que 19 cours d'eau artificiels, correspondant à un linéaire de plus de 6 400 km.
Les cours d'eau sont ordonnés selon leur origine naturelle (fleuve, rivières ou ruisseaux) ou artificielle (canaux). Pour chacun d'entre eux sont précisés : sa classe, sa longueur totale, le cours d'eau dans lequel il se jette (confluence), le bassin collecteur auquel il appartient, le nombre de départements et de communes traversés et le nom des communes qu'il irrigue dans le département de la Gironde.

## Cours d'eau naturels

### Définition

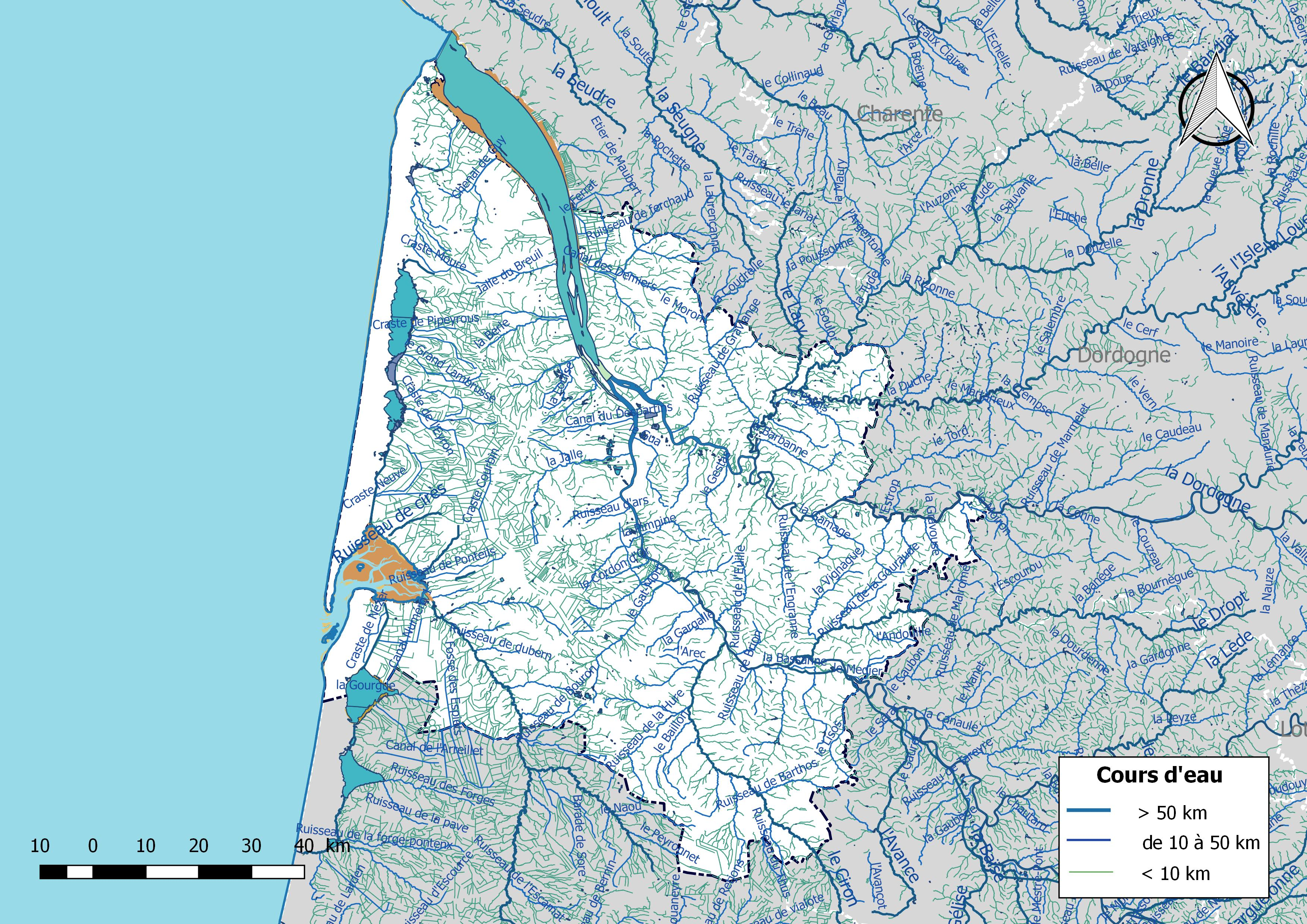
Carte de l'ensemble du réseau hydrographique de la Gironde.

Jusqu'en 2016, aucun texte législatif ne définissait la notion de cours d’eau. Ce n'est qu'avec la loi du 8 août 2016 pour la reconquête de la biodiversité, de la nature et des paysages que cette lacune est comblée. L'article 118 de cette loi insère un nouvel article L. 215-7-1 dans le code de l'environnement précisant que « constitue un cours d'eau un écoulement d'eaux courantes dans un lit naturel à l'origine, alimenté par une source et présentant un débit suffisant la majeure partie de l'année. L'écoulement peut ne pas être permanent compte tenu des conditions hydrologiques et géologiques locales. ». Ainsi les trois critères cumulatifs caractérisant un cours d'eau sont :
- la présence et la permanence d’un lit naturel à l’origine, ce qui distingue les cours d’eau (artificialisés ou non) des fossés et canaux creusés par la main de l’homme ;
- l’alimentation par une source ;
- la permanence d’un débit suffisant une majeure partie de l’année, critère qui doit être évalué en fonction des conditions climatiques et hydrologiques locales.

### Cours d'eau permanents de longueur supérieure ou égale à 10 km
La base de données Carthage est le référentiel du réseau hydrographique français. Cette base est réalisée à partir de la couche hydrographie de la base de données Carto enrichie par le ministère chargé de l'environnement et les agences de l'eau avec le découpage du territoire en zones hydrographiques d'une part et la codification de ces zones et du réseau hydrographique d'autre part. De cette base, il ressort que le réseau hydrographique de la Gironde comprend 107 cours d'eau permanents de longueur supérieure à 10 km et dont le cours est en partie ou en totalité dans le département de la Gironde.
Le référentiel national hiérarchise le réseau en 7 classes selon l'importance décroissante des cours d'eau. Le tableau ci-après regroupe tous les cours d'eau irriguant pour tout ou partie du département et appartenant à l'une des classes 1 à 4. Pour chacune de ces classes les caractéristiques des cours d'eau sont les suivantes : 
- 1 : longueur supérieure à 100 km ou tout cours d’eau se jetant dans une embouchure logique[Note 1] et d'une longueur supérieure à 25 km ;
- 2 : longueur comprise entre 50 et 100 km ou tout cours d’eau se jetant dans une embouchure logique et d’une longueur supérieure à 10 km ;
- 3 : longueur comprise entre 25 et 50 km ;
- 4 : longueur comprise entre 10 et 25 km.

| Nom du cours d'eau       | Classe | Longueur totale en km | Confluence               | Bassin collecteur    | Départements irrigués      | Communes irriguées | Communes irriguées | Communes irriguées |
| Nom du cours d'eau       | Classe | Longueur totale en km | Confluence               | Bassin collecteur    | Départements irrigués      | Nb total           | Nb ds le dép.      | Communes du département |
| ------------------------ | ------ | --------------------- | ------------------------ | -------------------- | -------------------------- | ------------------ | ------------------ | --- |
| Andouille                | 4      | 12,1                  | Le Dropt                 | la Garonne           | 1 (33)                     | 5                  | 5                  | Coutures, Roquebrune, Sainte-Gemme, Saint-Sulpice-de-Guilleragues, Saint-Vivien-de-Monségur. |
| Arec                     | 4      | 10,7                  | le Ciron                 | la Garonne           | 1 (33)                     | 2                  | 2                  | Landiras, Pujols-sur-Ciron. |
| Baillon                  | 4      | 18,7                  | le Ciron                 | la Garonne           | 1 (33)                     | 4                  | 4                  | Bourideys, Noaillan, Saint-Léger-de-Balson, Villandraut. |
| Barade de la Limite      | 3      | 25,8                  | Ruisseau de Lilaire      | la Grande Leyre      | 2 (33, 40)                 | 4                  | 2                  | Belin-Béliet, Lugos. |
| Barbanne                 | 4      | 23,5                  | l'Isle                   | la Dordogne          | 1 (33)                     | 13                 | 13                 | Les Billaux, Fronsac, Lalande-de-Pomerol, Libourne, Montagne, Néac, Pomerol, Puisseguin, Saint-Christophe-des-Bardes, Saint-Émilion, Saint-Étienne-de-Lisse, Saint-Genès-de-Castillon, Saint-Philippe-d'Aiguille. |
| Barboue                  | 4      | 17,3                  | la Garonne               | la Garonne           | 1 (33)                     | 5                  | 5                  | Cabanac-et-Villagrains, Landiras, Rions, Saint-Michel-de-Rieufret, Virelade. |
| Bassanne                 | 3      | 28,1                  | la Garonne               | la Garonne           | 1 (33)                     | 13                 | 13                 | Aillas, Barie, Bassanne, Berthez, Castets et Castillon, Caudrot, Cauvignac, Labescau, Pondaurat, Puybarban, Savignac, Sendets, Sigalens. |
| Berle                    | 4      | 18,7                  | Golfe de Gascogne        | la Berle             | 1 (33)                     | 4                  | 4                  | Carcans, Cussac-Fort-Médoc, Saint-Julien-Beychevelle, Saint-Laurent-Médoc. |
| Beuve                    | 3      | 30,1                  | la Garonne               | la Garonne           | 1 (33)                     | 16                 | 16                 | Auros, Bazas, Berthez, Bieujac, Brannens, Brouqueyran, Castets et Castillon, Gajac, Gans, Lados, Marimbault, Le Pian-sur-Garonne, Saint-Côme, Saint-Loubert, Saint-Pardon-de-Conques, Saint-Pierre-de-Mons. |
| Ceinture                 | 4      | 15,8                  | la Ceinture              | la Charente          | 2 (17, 33)                 | 3                  | 2                  | Braud-et-Saint-Louis, Saint-Ciers-sur-Gironde. |
| Chalaure                 | 4      | 19,8                  | la Dronne                | la Dordogne          | 3 (17, 24, 33)             | 5                  | 2                  | Les Églisottes-et-Chalaures, Saint-Christophe-de-Double. |
| Chenal de Guy            | 4      | 22,9                  | Golfe de Gascogne        | Chenal de Guy        | 1 (33)                     | 6                  | 6                  | Bégadan, Civrac-en-Médoc, Gaillan-en-Médoc, Jau-Dignac-et-Loirac, Lesparre-Médoc, Valeyrac. |
| Chenal du Gua            | 3      | 21,7                  | Golfe de Gascogne        | Chenal du Gua        | 1 (33)                     | 3                  | 3                  | Saint-Vivien-de-Médoc, Vendays-Montalivet, Vensac. |
| Ciron                    | 2      | 96,9                  | la Garonne               | la Garonne           | 3 (33, 40, 47)             | 26                 | 21                 | Barsac, Bernos-Beaulac, Bommes, Budos, Cudos, Escaudes, Giscos, Goualade, Lartigue, Léogeats, Lerm-et-Musset, Lucmau, Noaillan, Pompéjac, Préchac, Preignac, Pujols-sur-Ciron, Saint-Michel-de-Castelnau, Sauternes, Uzeste, Villandraut. |
| Cordon d'Or              | 4      | 10,9                  | la Garonne               | la Garonne           | 1 (33)                     | 6                  | 6                  | Cadaujac, Isle-Saint-Georges, Léognan, Martillac, Quinsac, Saint-Médard-d'Eyrans. |
| Deyre                    | 4      | 17,2                  | Chenal du Gua            | Chenal du Gua        | 1 (33)                     | 2                  | 2                  | Naujac-sur-Mer, Vendays-Montalivet. |
| Dordogne                 | 1      | 483,1                 | Golfe de Gascogne        | la Dordogne          | 6 (15, 19, 24, 33, 46, 63) | 173                | 45                 | Ambès, Arveyres, Asques, Bayon-sur-Gironde, Bourg, Branne, Cabara, Castillon-la-Bataille, Civrac-sur-Dordogne, Cubzac-les-Ponts, Flaujagues, Fronsac, Gauriac, Génissac, Grézillac, Izon, Juillac, Libourne, Lugon-et-l'Île-du-Carnay, Mouliets-et-Villemartin, Moulon, Pessac-sur-Dordogne, Pineuilh, Prignac-et-Marcamps, La Rivière, Saint-André-de-Cubzac, Saint-Aubin-de-Branne, Saint-Avit-Saint-Nazaire, Saint-Émilion, Sainte-Florence, Saint-Germain-de-la-Rivière, Saint-Gervais, Saint-Jean-de-Blaignac, Saint-Loubès, Saint-Magne-de-Castillon, Saint-Michel-de-Fronsac, Saint-Pey-de-Castets, Saint-Romain-la-Virvée, Saint-Seurin-de-Bourg, Saint-Sulpice-de-Faleyrens, Sainte-Terre, Saint-Vincent-de-Paul, Saint-Vincent-de-Pertignas, Vayres, Vignonet.                      |
| Dourdèze                 | 4      | 19,9                  | le Dropt                 | la Garonne           | 2 (33, 47)                 | 10                 | 1                  | Cours-de-Monségur. |
| Dronne                   | 1      | 200,6                 | l'Isle                   | la Dordogne          | 5 (16, 17, 24, 33, 87)     | 52                 | 5                  | Chamadelle, Coutras, Les Églisottes-et-Chalaures, Lagorce, Les Peintures. |
| Dropt                    | 1      | 132,4                 | la Garonne               | la Garonne           | 3 (24, 33, 47)             | 55                 | 20                 | Bagas, Camiran, Casseuil, Caudrot, Cours-de-Monségur, Coutures, Dieulivol, Les Esseintes, Gironde-sur-Dropt, Landerrouet-sur-Ségur, Loubens, Mesterrieux, Monségur, Morizès, Neuffons, Le Puy, Roquebrune, Saint-Martin-de-Lerm, Saint-Sulpice-de-Guilleragues, Taillecavat. |
| Durèze                   | 4      | 16,5                  | la Dordogne              | la Dordogne          | 1 (33)                     | 9                  | 9                  | Auriolles, Coubeyrac, Gensac, Juillac, Listrac-de-Durèze, Massugas, Pellegrue, Pessac-sur-Dordogne, Sainte-Radegonde. |
| Eau blanche              | 4      | 17,8                  | la Garonne               | la Garonne           | 1 (33)                     | 4                  | 4                  | Cadaujac, Léognan, Saucats, Villenave-d'Ornon. |
| Escouach                 | 4      | 13,8                  | Bras de la Dordogne      | la Dordogne          | 1 (33)                     | 7                  | 7                  | Bossugan, Civrac-sur-Dordogne, Doulezon, Pujols, Ruch, Saint-Antoine-du-Queyret, Saint-Pey-de-Castets. |
| Ferrat                   | 4      | 14,1                  | Golfe de Gascogne        | le Ferrat            | 2 (17, 33)                 | 6                  | 1                  | Saint-Ciers-sur-Gironde. |
| Fossé des Espiets        | 4      | 11,8                  | Ruisseau du Get          | la Grande Leyre      | 2 (33, 40)                 | 3                  | 2                  | Lugos, Salles. |
| Gamage                   | 4      | 13,9                  | la Dordogne              | la Dordogne          | 1 (33)                     | 8                  | 8                  | Blasimon, Bossugan, Mérignas, Ruch, Sainte-Florence, Saint-Pey-de-Castets, Sainte-Terre, Saint-Vincent-de-Pertignas. |
| Gargalle                 | 4      | 13,2                  | Ruisseau de Saint-Cricq  | la Garonne           | 1 (33)                     | 3                  | 3                  | Cérons, Illats, Landiras. |
| Garonne                  | 1      | 528,7                 | Golfe de Gascogne        | la Garonne           | 5 (31, 33, 47, 65, 82)     | 211                | 56                 | Ambès, Arbanats, Barie, Barsac, Bassens, Baurech, Bayon-sur-Gironde, Beautiran, Bègles, Béguey, Blanquefort, Bordeaux, Bouliac, Bourdelles, Cadaujac, Cadillac, Cambes, Camblanes-et-Meynac, Casseuil, Castets et Castillon, Castres-Gironde, Caudrot, Cérons, Floirac, Floudès, Fontet, Gauriac, Gironde-sur-Dropt, Hure, Isle-Saint-Georges, Langoiran, Langon, Latresne, Lestiac-sur-Garonne, Lormont, Loupiac, Ludon-Médoc, Macau, Paillet, Parempuyre, Le Pian-sur-Garonne, Podensac, Portets, Preignac, Quinsac, La Réole, Rions, Sainte-Croix-du-Mont, Saint-Louis-de-Montferrand, Saint-Macaire, Saint-Maixant, Saint-Martin-de-Sescas, Saint-Pardon-de-Conques, Saint-Pierre-d'Aurillac, Saint-Pierre-de-Mons, Tabanac, Toulenne, Le Tourne, Verdelais, Villenave-d'Ornon, Virelade. |
| Gat mort                 | 3      | 37                    | la Garonne               | la Garonne           | 1 (33)                     | 9                  | 9                  | Beautiran, Cabanac-et-Villagrains, Castres-Gironde, Hostens, Louchats, Saint-Magne, Saint-Morillon, Saint-Selve, Tabanac. |
| Gestas                   | 4      | 22,5                  | la Dordogne              | la Dordogne          | 1 (33)                     | 9                  | 9                  | Beychac-et-Caillau, Camarsac, Croignon, Cursan, Le Pout, Saint-Germain-du-Puch, Salleboeuf, La Sauve, Vayres. |
| Goulor                   | 4      | 10,7                  | la Dronne                | la Dordogne          | 2 (17, 33)                 | 3                  | 1                  | Chamadelle. |
| Grand Estey              | 4      | 11,5                  | la Garonne               | la Garonne           | 1 (33)                     | 6                  | 6                  | Capian, Haux, Portets, La Sauve, Targon, Le Tourne. |
| Grand Lambrusse          | 4      | 19,9                  | canal des Étangs         |                      | 1 (33)                     | 3                  | 3                  | Brach, Carcans, Lacanau. |
| Grande Leyre             | 1      | 115,9                 | Golfe de Gascogne        | la Grande Leyre      | 2 (33, 40)                 | 12                 | 6                  | Belin-Béliet, Biganos, Lugos, Mios, Salles, Le Teich. |
| Gravouse                 | 4      | 10,8                  | la Dordogne              | la Dordogne          | 3 (24, 33, 47)             | 8                  | 6                  | Eynesse, Les Lèves-et-Thoumeyragues, Margueron, Riocaud, Saint-André-et-Appelles, Saint-Quentin-de-Caplong. |
| Gua                      | 4      | 20,1                  | la Garonne               | la Garonne           | 1 (33)                     | 8                  | 8                  | Ambarès-et-Lagrave, Artigues-près-Bordeaux, Carbon-Blanc, Lormont, Parempuyre, Sainte-Eulalie, Saint-Louis-de-Montferrand, Tresses. |
| Isle                     | 1      | 255,3                 | la Dordogne              | la Dordogne          | 3 (24, 33, 87)             | 66                 | 20                 | Abzac, Arveyres, Les Billaux, Bonzac, Camps-sur-l'Isle, Coutras, Fronsac, Galgon, Gours, Guîtres, Libourne, Porchères, Sablons, Saillans, Saint-Antoine-sur-l'Isle, Saint-Denis-de-Pile, Saint-Martin-de-Laye, Saint-Médard-de-Guizières, Saint-Seurin-sur-l'Isle, Savignac-de-l'Isle. |
| Jalle                    | 3      | 31,8                  | la Garonne               | la Garonne           | 1 (33)                     | 6                  | 6                  | Bassens, Blanquefort, Martignas-sur-Jalle, Saint-Jean-d'Illac, Saint-Médard-en-Jalles, Le Taillan-Médoc. |
| Jalle de Castelnau       | 4      | 16,7                  | Golfe de Gascogne        | Jalle de Castelnau   | 1 (33)                     | 5                  | 5                  | Arcins, Avensan, Castelnau-de-Médoc, Moulis-en-Médoc, Soussans. |
| Jalle de Ludon           | 4      | 12,4                  | Canal du Despartins      | la Garonne           | 1 (33)                     | 2                  | 2                  | Le Pian-Médoc, Saint-Aubin-de-Médoc. |
| Jalle du Breuil          | 4      | 10,2                  | Golfe de Gascogne        | Jalle du Breuil      | 1 (33)                     | 4                  | 4                  | Cissac-Médoc, Pauillac, Saint-Estèphe, Saint-Sauveur. |
| Jalle du Nord            | 4      | 16,1                  | Golfe de Gascogne        | Jalle du Nord        | 1 (33)                     | 2                  | 2                  | Saint-Julien-Beychevelle, Saint-Laurent-Médoc. |
| Lary                     | 2      | 53,7                  | l'Isle                   | la Dordogne          | 3 (16, 17, 33)             | 18                 | 3                  | Coutras, Guîtres, Lagorce. |
| Laurence                 | 4      | 15,6                  | la Dordogne              | la Dordogne          | 1 (33)                     | 7                  | 7                  | Beychac-et-Caillau, Fargues-Saint-Hilaire, Lugon-et-l'Île-du-Carnay, Montussan, Pompignac, Saint-Loubès, Saint-Sulpice-et-Cameyrac. |
| Lidoire                  | 3      | 49,5                  | la Dordogne              | la Dordogne          | 2 (24, 33)                 | 19                 | 3                  | Castillon-la-Bataille, Gardegan-et-Tourtirac, Mouliets-et-Villemartin. |
| Lisos                    | 3      | 27,4                  | la Garonne               | la Garonne           | 2 (33, 47)                 | 11                 | 8                  | Aillas, Cauvignac, Cours-les-Bains, Grignols, Hure, Masseilles, Noaillac, Sigalens. |
| Livenne                  | 3      | 42,5                  | Golfe de Gascogne        | la Livenne           | 2 (17, 33)                 | 12                 | 8                  | Anglade, Braud-et-Saint-Louis, Donnezac, Étauliers, Marcillac, Reignac, Saint-Androny, Saint-Aubin-de-Blaye. |
| Louise                   | 4      | 13,3                  | Jalle de Castelnau       | Jalle de Castelnau   | 1 (33)                     | 4                  | 4                  | Arsac, Avensan, Margaux-Cantenac, Soussans. |
| Medier                   | 4      | 10,3                  | la Garonne               | la Garonne           | 2 (33, 47)                 | 7                  | 5                  | Bourdelles, Fossès-et-Baleyssac, Lamothe-Landerron, Mongauzy, Saint-Michel-de-Lapujade. |
| Meudon                   | 4      | 14                    | Ruisseau de la Saye      | la Dordogne          | 2 (17, 33)                 | 4                  | 2                  | Lapouyade, Laruscade. |
| Moiron                   | 4      | 14,1                  | le Seignal               | la Dordogne          | 2 (24, 33)                 | 4                  | 1                  | Saint-Avit-Saint-Nazaire. |
| Moron                    | 4      | 24,5                  | la Dordogne              | la Dordogne          | 1 (33)                     | 10                 | 10                 | Bourg, Cézac, Civrac-de-Blaye, Prignac-et-Marcamps, Pugnac, Saint-Christoly-de-Blaye, Saint-Laurent-d'Arce, Saint-Savin, Saint-Vivien-de-Blaye, Tauriac. |
| Mouinatéou               | 4      | 11,4                  | le Baillon               | la Garonne           | 1 (33)                     | 4                  | 4                  | Bourideys, Cazalis, Préchac, Saint-Léger-de-Balson. |
| Naou                     | 4      | 19,1                  | La Petite Leyre          | La Grande Leyre      | 2 (33, 40)                 | 3                  | 2                  | Cazalis, Lucmau. |
| Palais                   | 4      | 24,3                  | l'Isle                   | la Dordogne          | 1 (33)                     | 10                 | 10                 | Abzac, Francs, Lussac, Petit-Palais-et-Cornemps, Puisseguin, Sablons, Saint-Cibard, Saint-Denis-de-Pile, Saint-Médard-de-Guizières, Tayac. |
| Petit Chenal de Guy      | 4      | 15                    | Chenal de Guy            | Chenal de Guy        | 1 (33)                     | 6                  | 6                  | Bégadan, Civrac-en-Médoc, Gaillan-en-Médoc, Jau-Dignac-et-Loirac, Queyrac, Valeyrac. |
| Peugue                   | 4      | 13,5                  | la Garonne               | la Garonne           | 1 (33)                     | 3                  | 3                  | Bordeaux, Mérignac, Pessac. |
| Peyronnet                | 4      | 13,1                  | La Petite Leyre          | La Grande Leyre      | 2 (33, 40)                 | 3                  | 1                  | Lucmau. |
| Pimpine                  | 4      | 16,9                  | la Garonne               | la Garonne           | 1 (33)                     | 6                  | 6                  | Carignan-de-Bordeaux, Cénac, Créon, Latresne, Lignan-de-Bordeaux, Sadirac. |
| Rivière des Martinettes  | 4      | 13,3                  | la Livenne               | la Livenne           | 1 (33)                     | 7                  | 7                  | Campugnan, Cartelègue, Donnezac, Étauliers, Reignac, Saint-Savin, Saugon. |
| Ruisseau d'Ars           | 4      | 22,5                  | la Garonne               | la Garonne           | 1 (33)                     | 6                  | 6                  | Bègles, Bordeaux, Canéjan, Cestas, Gradignan, Villenave-d'Ornon. |
| Ruisseau de Bagéran      | 4      | 13,9                  | le Ciron                 | la Garonne           | 1 (33)                     | 3                  | 3                  | Lucmau, Pompéjac, Préchac. |
| Ruisseau de Barthos      | 4      | 22,7                  | le Ciron                 | la Garonne           | 2 (33, 47)                 | 8                  | 6                  | Cours-les-Bains, Cudos, Lavazan, Lerm-et-Musset, Marions, Sillas. |
| Ruisseau de Bourdillot   | 4      | 12,5                  | le Moron                 | la Dordogne          | 1 (33)                     | 5                  | 5                  | Berson, Cézac, Pugnac, Saint-Vivien-de-Blaye, Teuillac. |
| Ruisseau de Bouron       | 4      | 13,2                  | la Grande Leyre          | la Grande Leyre      | 1 (33)                     | 2                  | 2                  | Belin-Béliet, Hostens. |
| Ruisseau de Brion        | 4      | 12,9                  | la Garonne               | la Garonne           | 1 (33)                     | 5                  | 5                  | Langon, Mazères, Le Nizan, Roaillan, Saint-Macaire. |
| Ruisseau de Castera      | 4      | 21                    | La Grande Leyre          | La Grande Leyre      | 2 (33, 40)                 | 5                  | 1                  | Saint-Symphorien. |
| Ruisseau de Cirès        | 2      | 12,1                  | Golfe de Gascogne        | Ruisseau de Cirès    | 1 (33)                     | 3                  | 3                  | Andernos-les-Bains, Arès, Lanton. |
| Ruisseau de Courbarieu   | 4      | 10,8                  | l'Isle                   | la Dordogne          | 1 (33)                     | 4                  | 4                  | Coutras, Le Fieu, Porchères, Saint-Christophe-de-Double. |
| Ruisseau de Dousset      | 4      | 10,9                  | le Dropt                 | la Garonne           | 2 (33, 47)                 | 6                  | 2                  | Dieulivol, Landerrouat. |
| Ruisseau de Dubern       | 4      | 10                    | La Grande Leyre          | La Grande Leyre      | 1 (33)                     | 1                  | 1                  | Salles. |
| Ruisseau de Ferchaud     | 4      | 12,4                  | Canal de Saint-Simon     | la Livenne           | 2 (17, 33)                 | 6                  | 3                  | Marcillac, Saint-Aubin-de-Blaye, Saint-Caprais-de-Blaye. |
| Ruisseau de Gouaneyre    | 4      | 23,4                  | le Ciron                 | la Garonne           | 1 (33)                     | 2                  | 2                  | Bernos-Beaulac, Captieux. |
| Ruisseau de Graviange    | 4      | 11,1                  | Ruisseau de la Saye      | la Dordogne          | 2 (17, 33)                 | 5                  | 4                  | Lapouyade, Laruscade, Marcenais, Tizac-de-Lapouyade. |
| Ruisseau de Grusson      | 4      | 10,8                  | la Garonne               | la Garonne           | 1 (33)                     | 4                  | 4                  | Coimères, Langon, Saint-Macaire, Saint-Pierre-de-Mons. |
| Ruisseau de la Cabaleyre | 4      | 11,3                  | Jalle de Castelnau       | Jalle de Castelnau   | 1 (33)                     | 2                  | 2                  | Avensan, Soussans. |
| Ruisseau de la Gouraude  | 4      | 10,2                  | le Ségur                 | la Garonne           | 1 (33)                     | 3                  | 3                  | Landerrouet-sur-Ségur, Rimons, Saint-Ferme. |
| Ruisseau de la Hure      | 3      | 33                    | le Ciron                 | la Garonne           | 2 (33, 40)                 | 6                  | 5                  | Balizac, Bourideys, Noaillan, Saint-Léger-de-Balson, Saint-Symphorien. |
| Ruisseau de la Moulinade | 4      | 13,8                  | Canal des Demiers        | la Livenne           | 1 (33)                     | 7                  | 7                  | Anglade, Campugnan, Cartelègue, Eyrans, Générac, Saint-Girons-d'Aiguevives, Saint-Paul. |
| Ruisseau de la Nère      | 4      | 19,1                  | Ruisseau de la Hure      | la Garonne           | 1 (33)                     | 3                  | 3                  | Balizac, Louchats, Origne. |
| Ruisseau de la Saye      | 3      | 41,5                  | l'Isle                   | la Dordogne          | 2 (17, 33)                 | 15                 | 12                 | Les Billaux, Cavignac, Galgon, Laruscade, Marcenais, Périssac, Saint-Ciers-d'Abzac, Saint-Mariens, Saint-Martin-du-Bois, Saint-Yzan-de-Soudiac, Savignac-de-l'Isle, Tizac-de-Lapouyade. |
| Ruisseau de la Virvée    | 4      | 17,2                  | la Dordogne              | la Dordogne          | 1 (33)                     | 8                  | 8                  | Val de Virvée, Cubzac-les-Ponts, Gauriaguet, La Lande-de-Fronsac, Marsas, Saint-André-de-Cubzac, Saint-Romain-la-Virvée, Salignac-Eyvigues. |
| Ruisseau de Lacanau      | 3      | 30,1                  | La Grande Leyre          | La Grande Leyre      | 1 (33)                     | 3                  | 3                  | Le Barp, Biganos, Mios. |
| Ruisseau de Laurina      | 4      | 14,1                  | la Maqueline             | la Garonne           | 1 (33)                     | 6                  | 6                  | Arsac, Avensan, Margaux-Cantenac, Labarde, Macau, Saint-Aubin-de-Médoc. |
| Ruisseau de Lavie        | 4      | 14,7                  | l'Isle                   | la Dordogne          | 1 (33)                     | 5                  | 5                  | Les Artigues-de-Lussac, Lussac, Montagne, Puisseguin, Saint-Denis-de-Pile. |
| Ruisseau de l'Engranne   | 4      | 22,5                  | la Dordogne              | la Dordogne          | 1 (33)                     | 16                 | 16                 | Baigneaux, Bellefond, Castelviel, Cessac, Coirac, Courpiac, Frontenac, Gornac, Jugazan, Lugasson, Martres, Naujan-et-Postiac, Rauzan, Saint-Aubin-de-Branne, Saint-Genis-du-Bois, Saint-Jean-de-Blaignac. |
| Ruisseau de l'Euille     | 4      | 20,9                  | la Garonne               | la Garonne           | 1 (33)                     | 10                 | 10                 | Arbis, Béguey, Cadillac, Cérons, Escoussans, Ladaux, Laroque, Omet, Soulignac, Targon. |
| Ruisseau de l'Ile        | 4      | 11                    | La Grande Leyre          | La Grande Leyre      | 1 (33)                     | 1                  | 1                  | Mios. |
| Ruisseau de Lombard      | 4      | 16,2                  | Ruisseau de Castera      | la Grande Leyre      | 2 (33, 40)                 | 4                  | 2                  | Belin-Béliet, Hostens. |
| Ruisseau de Maynias      | 4      | 13,5                  | Ruisseau du Thus         | la Garonne           | 2 (33, 40)                 | 2                  | 1                  | Giscos. |
| Ruisseau de Paillasse    | 4      | 14,3                  | La Grande Leyre          | La Grande Leyre      | 1 (33)                     | 3                  | 3                  | Belin-Béliet, Hostens, Saint-Magne. |
| Ruisseau de Ponteils     | 4      | 18,4                  | Golfe de Gascogne        | Ruisseau de Ponteils | 1 (33)                     | 3                  | 3                  | Audenge, Cestas, Marcheprime. |
| Ruisseau de Rouillet     | 2      | 15,1                  | Golfe de Gascogne        | Ruisseau de Rouillet | 1 (33)                     | 2                  | 2                  | Audenge, Lanton. |
| Ruisseau de Taris        | 4      | 11,3                  | le Ciron                 | la Garonne           | 1 (33)                     | 3                  | 3                  | Préchac, Uzeste, Villandraut. |
| Ruisseau des Hauts Ponts | 4      | 17,5                  | Canal de Saint-Simon     | la Livenne           | 2 (17, 33)                 | 7                  | 2                  | Marcillac, Saint-Aubin-de-Blaye. |
| Ruisseau du Loup         | 4      | 10,3                  | le Medier                | la Garonne           | 2 (33, 47)                 | 6                  | 4                  | Lamothe-Landerron, Mongauzy, Saint-Michel-de-Lapujade, Saint-Vivien-de-Monségur. |
| Ruisseau du Monastère    | 4      | 10,8                  | la Jalle                 | la Garonne           | 1 (33)                     | 3                  | 3                  | Saint-Aubin-de-Médoc, Saint-Médard-en-Jalles, Le Taillan-Médoc. |
| Ruisseau du Petit Moulin | 4      | 10,2                  | Ruisseau des Hauts Ponts | la Livenne           | 2 (17, 33)                 | 5                  | 1                  | Marcillac. |
| Ruisseau du Thus         | 4      | 15,8                  | le Ciron                 | la Garonne           | 2 (33, 40)                 | 4                  | 3                  | Escaudes, Giscos, Goualade. |
| Ruisseau le Galouchey    | 4      | 12,3                  | la Garonne               | la Garonne           | 1 (33)                     | 7                  | 7                  | Monprimblanc, Saint-André-du-Bois, Sainte-Croix-du-Mont, Saint-Germain-de-Grave, Saint-Maixant, Semens, Verdelais. |
| Saucats                  | 4      | 21,2                  | la Garonne               | la Garonne           | 1 (33)                     | 6                  | 6                  | Ayguemorte-les-Graves, Cambes, Isle-Saint-Georges, La Brède, Saint-Médard-d'Eyrans, Saucats. |
| Saye de Melon            | 4      | 11,8                  | Ruisseau de la Saye      | la Dordogne          | 2 (17, 33)                 | 4                  | 3                  | Donnezac, Saint-Savin, Saint-Yzan-de-Soudiac. |
| Ségur                    | 4      | 15,1                  | le Dropt                 | la Garonne           | 1 (33)                     | 9                  | 9                  | Auriolles, Castelmoron-d'Albret, Caumont, Cazaugitat, Landerrouet-sur-Ségur, Rimons, Saint-Ferme, Saint-Martin-de-Lerm, Saint-Martin-du-Puy. |
| Seignal                  | 4      | 21,9                  | la Dordogne              | la Dordogne          | 3 (24, 33, 47)             | 10                 | 5                  | Ligueux, Margueron, Pineuilh, Saint-Avit-Saint-Nazaire, Saint-Philippe-du-Seignal. |
| Soulège                  | 4      | 12,6                  | la Dordogne              | la Dordogne          | 2 (24, 33)                 | 7                  | 6                  | Gensac, Massugas, Pellegrue, Pessac-sur-Dordogne, Saint-Avit-de-Soulège, Saint-Quentin-de-Caplong. |
| Tursan                   | 4      | 17,5                  | le Ciron                 | la Garonne           | 1 (33)                     | 6                  | 6                  | Balizac, Budos, Guillos, Landiras, Origne, Pujols-sur-Ciron. |
| Vignague                 | 3      | 25,4                  | le Dropt                 | la Garonne           | 1 (33)                     | 11                 | 11                 | Cazaugitat, Cleyrac, Mauriac, Morizès, Saint-Exupéry, Saint-Félix-de-Foncaude, Saint-Hilaire-du-Bois, Saint-Laurent-du-Plan, Saint-Sulpice-de-Pommiers, Sauveterre-de-Guyenne, Soussac. |

### Autres cours d'eau
Plus de 3 400 cours d'eau sont recensés en 2014 dans le référentiel national BD Carthage sur le territoire départemental de la Gironde, y compris les 107 cours d'eau naturels de longueur supérieure à 10 km déjà listés ci-dessus, ainsi que les canaux cités ci-dessous, correspondant à un linéaire de plus de 6 400 km.
En lien avec la loi pour la reconquête de la biodiversité, de la nature et des paysages, publiée au Journal officiel du 9 août 2016, définissant la notion de cours d’eau, une instruction du gouvernement du 3 juin 2015 demande aux services d’État de mettre en place une cartographie du réseau hydrographique dans chaque département, afin de permettre aux riverains concernés de distinguer facilement les cours d’eau des fossés, non soumis aux mêmes règles : une intervention sur un cours d’eau allant au-delà de l’entretien courant ne peut en effet se faire que dans le cadre d’une déclaration ou autorisation « loi sur l’eau ». Concernant la Gironde, cette cartographie évolutive établie par les services de l'État est disponible partiellement depuis 2017. Une autre cartographie interactive est disponible sur le SIGORE, le portail cartographique de l'environnement en région Nouvelle-Aquitaine.

## Canaux
| Nom du cours d'eau         | Classe | Longueur totale en km | Confluence        | Bassin collecteur | Départements irrigués | Communes irriguées | Communes irriguées | Communes irriguées |
| Nom du cours d'eau         | Classe | Longueur totale en km | Confluence        | Bassin collecteur | Départements irrigués | Nb total           | Nb ds le dép.      | Communes du département |
| -------------------------- | ------ | --------------------- | ----------------- | ----------------- | --------------------- | ------------------ | ------------------ | --- |
| Aqueduc de Budos           | 3      |                       |                   | la Garonne        | 1 (33)                | 12                 | 12                 | Arbanats, Ayguemorte-les-Graves, Beautiran, Bègles, Cadaujac, Castres-Gironde, Martillac, Podensac, Portets, Saint-Médard-d'Eyrans, Villenave-d'Ornon, Virelade. |
| Canal de la Berle          | 4      |                       |                   |                   | 1 (33)                | 2                  | 2                  | Lacanau, Sainte-Hélène. |
| Canal des Demiers          | 4      |                       |                   |                   | 1 (33)                | 3                  | 3                  | Anglade, Braud-et-Saint-Louis, Étauliers. |
| Canal des Étangs           | 1      |                       |                   |                   | 1 (33)                | 5                  | 5                  | Carcans, Hourtin, Lacanau, Lège-Cap-Ferret, Le Porge. |
| Canal des Landes           | 1      |                       |                   |                   | 2 (33, 40)            | 4                  | 2                  | Gujan-Mestras, La Teste-de-Buch. |
| Canal du Despartins        | 4      |                       |                   | la Garonne        | 1 (33)                | 4                  | 4                  | Ludon-Médoc, Parempuyre, Le Pian-Médoc, Saint-Louis-de-Montferrand.                                                                                              |
| Canal latéral à la Garonne | 1      |                       |                   | la Garonne        | 4 (31, 33, 47, 82)    | 62                 | 9                  | Bassanne, Blaignac, Castets et Castillon, Caudrot, Fontet, Hure, Loupiac-de-la-Réole, Puybarban.                                                                 |
| Canal Numéro 1             | 4      |                       |                   |                   | 1 (33)                | 3                  | 3                  | Gujan-Mestras, Le Teich, La Teste-de-Buch. |
| Craste cantaranne          | 4      | 14,9                  | Craste Baneyre    | la Grande Leyre   | 2 (33, 40)            | 3                  | 2                  | Gujan-Mestras, Le Teich. |
| Craste Courbin             | 4      | 13,5                  | ...               | ...               | 1 (33)                | 4                  | 4                  | Lanton, Saint-Jean-d'Illac, Saint-Médard-en-Jalles, Le Temple.                                                                                                   |
| Craste de Goupilleyre      | 4      | 15,9                  | Craste Neuve      | Canal des Étangs  | 1 (33)                | 2                  | 2                  | Lacanau, Le Porge. |
| Craste de la Queytive      | 4      | 17,8                  | Canal des Étangs  |                   | 1 (33)                | 2                  | 2                  | Brach, Carcans. |
| Craste de l'Eyron          | 4      | 15,3                  | Canal de la Berle | Canal des Étangs  | 1 (33)                | 2                  | 2                  | Lacanau, Saumos. |
| Craste de Loupdat          | 4      |                       |                   |                   | 1 (33)                | 2                  | 2                  | Hourtin, Naujac-sur-Mer. |
| Craste de Nézer            | 4      |                       |                   |                   | 1 (33)                | 2                  | 2                  | Gujan-Mestras, La Teste-de-Buch. |
| Craste de Pipeyrous        | 4      |                       |                   |                   | 1 (33)                | 1                  | 1                  | Carcans. |
| Craste du Pont des Tables  | 4      |                       |                   |                   | 1 (33)                | 2                  | 2                  | Lacanau, Sainte-Hélène. |
| Craste Moure               | 4      |                       |                   |                   | 1 (33)                | 2                  | 2                  | Hourtin, Naujac-sur-Mer. |
| Craste Neuve               | 4      |                       |                   |                   | 1 (33)                | 1                  | 1                  | Le Porge. |